# Cañón Tigre

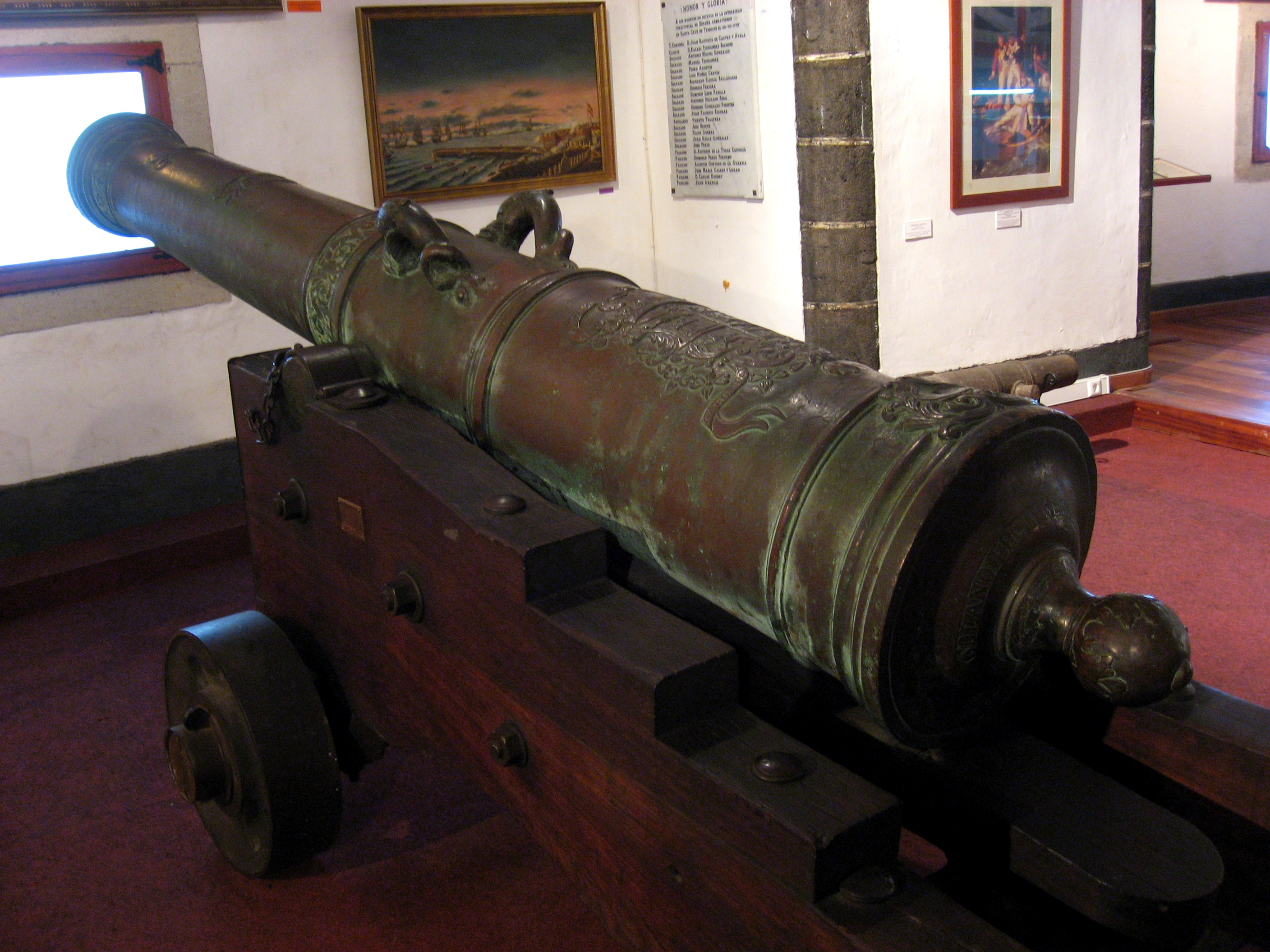
Cañón Tigre

El Cañón Tigre es una de las históricas armas defensivas más importantes de la 
historia de España. Esta pieza de artillería es mundialmente famosa por la épica jornada 
del 25 de julio de 1797 en la ciudad de Santa Cruz de Tenerife (Canarias, 
España). Ese día el almirante inglés Horatio Nelson se disponía a invadir la 
ciudad, pero según la leyenda un cañonazo de esta pieza le arrancó un 
brazo y le hundió su flota. La realidad es que el informe médico del cirujano de la HMS Theseus, Thomas Eshelby, relata que fue una bala de mosquete la que le hirió en el brazo, rompiéndole el codo y cortándole una arteria por lo que se vio obligado a amputarle el brazo para cortar la hemorragia y salvar así la vida del almirante.

## Características
El cañón fundido en bronce en Sevilla en el año 1768, tiene 13,3 cm de calibre por 279 cm de longitud de ánima, o sea de los llamados de a 16. El cascabel es esférico y tiene varias hojas de adorno, en la lámpara se lee: SOLANO FECIT SEVILLA AÑO DE 1768. El fogón está abierto en la misma pieza, rodeado de una roseta floreada en relieve. En el primer cuerpo lleva un escudo de cuatro cuarteles con las armas de Castilla y León y la leyenda "Carolus III D. G. LBS-PAN. ET IND. REX". En el segundo cuerpo, los muñones y asas que representan delfines. El muñón derecho tiene la inscripción: 44 QQS 62 LIBS (2053 kg) y en el izquierdo: COBs. AFINs. ILIGs. (Cobres afinados y ligados). En la faja de separación del segundo y tercer cuerpo tiene una cenefa con varios adornos en relieve. En el tercer cuerpo la divisa VIOLA TI FULMINA REGÍS (Rayos del Rey ofendido) más arriba, en filacteria el nombre de la pieza, "EL TIGRE" y cerrando el brocal otra cenefa con iguales adornos. Está perfectamente conservado y en condiciones de hacer fuego.

Al describir nuestro cañón hemos dicho que en la faja alta de la culata del cañón lleva grabada la frase SOLANO FECIT SEVILLA AÑO DE 1768. Sin embargo, el contrato que firmó Solano en 1756 por un plazo de 10 años junto con el reconocimiento final permiten afirmar que el cañón fue fundido en hueco, aunque la barrena de Aljudea pudo producir los primeros cañones fundidos en sólido a partir de 1758, y que parece documentalmente probado que la barrena horizontal proyectada por Jean Maritz para perforar en sólido pudo producir los primeros cañones en 1767.

## Historia
La víspera del ataque se abrió una tronera en el muro del Castillo de San Cristóbal, donde se colocó un cañón a baja altura para dificultar el desembarco inglés en la playa que separaba este castillo del de San Pedro. Es posible que, como indica la tradición, se tratara del Cañón Tigre, eran numerosos los cañones que en fuego cruzado intentaban impedir el acceso inglés a la playa y al muelle.

## En la actualidad
Si bien hasta hace poco el Cañón Tigre se encontraba en el Museo Histórico Militar de Canarias, en la actualidad puede ser visitado en el Museo del Castillo de San Cristóbal situado bajo la Plaza de España de la ciudad de Santa Cruz de Tenerife.